# ليتل وولف
ليتل وولف (بالإنجليزية: Little Wolf) هو زعيم قبيلة أمريكي، ولد في 1820 في بلاك هيلز في الولايات المتحدة، وتوفي في 1904 في مونتانا في الولايات المتحدة.

## وصلات خارجية
- ليتل وولف على موقع الموسوعة البريطانية (الإنجليزية)
- ليتل وولف على موقع ميوزك برينز (الإنجليزية)
- ليتل وولف على موقع ديسكوغز (الإنجليزية)